# Резня в Горне-Обрине
Резня в Горне-Обрине (алб. Masakra në Abri të Epërme, серб. Masakr u Gornjem Obrinju / Масакр у Горњем Обрињу) — убийство 21 косовского албанца, принадлежащих к одной и той же семье, в лесу недалеко от деревни Горне-Обрине на 26 сентября 1998 года во время Косовской войны. Среди жертв были женщины и дети.
Югославская армия была развёрнута в районе в течение нескольких месяцев для крупного наступления против Армии освобождения Косова (ОАК), которое взяло на себя контроль над примерно одной третью провинции. Там был серьёзный бой в районах Сува и Дреница. По меньшей мере 14 полицейских были убиты АОК в начале месяца. 25 сентября, сербский полицейский автомобиль был взорван путём детонации на дороге между Ликовац и Горне-Обрине, что обернулось пятью погибшими. АОК отступили через деревни после их частых нападений на сербскую полицию, подставляя под огонь мирных жителей, для того, чтобы получить внимание Западных СМИ и поддержки гражданских лиц. По данным HRW, Сербская специальная полиция отомстила, убив 21 мирного жителя принадлежащий к семейству Делиай из Горне-Обрине 26 сентября. Среди них было 9 женщин и 5 детей. Они были расстреляны в близлежащем лесу. Позже в тот же день, 14 мужчин были случайным образом выбраны в нескольких километрах от Горне-Обрине и над ними издевались в течение нескольких часов, то в итоге 13 были казнены в Голубовац. 27 сентября группа исследователей организации HRW и журналистов приехала в деревню и документально подтвердили убийства. Резня привлекла внимание крупнейших Западных СМИ.
Международное политическое давление на Югославское правительство, что ставило целью прекратить репрессии в Косово, было усилено известием об этих убийствах, что приводит к новой резолюции 1203, выданной Советом безопасности Организации Объединённых Наций 24 октября 1998 года. Резолюцией ООН призвал к развёртыванию дипломатической мисси и прекращения военных действий.